# أويسس
أويسس (بالإنجليزية: Oasis) هي فرقة موسيقية من مانشستر، إنجلترا. يقود الفرقة ناول غلاغر، وهو كاتب كلمات أغاني الفرقة وعازف الجيتار الرئيسي فيها، وأخوه الأصغر ليام غلاغير وهو مغني الفرقة.
أول ألبومات أويسس هو "Definitely Maybe"، تلاه "What's The Story Morning Glory" الذي بيع منه 19 مليون نسخة. قد يكون أنجح أعمالهم الموسيقية ألبوم Be Here Now التي أصدر عام 1997 وحل في المرتبة الأولى لسباق ألبومات المملكة المتحدة، والذي كان الألبوم الأسرع بيعاً في تاريخ سباق الألبومات، بعدما تم بيع ما يقارب نصف مليون نسخة في اليوم الأول من صدوره. أعضاء الفرقة يقولون بأنهم متأثرون بفرق البيتلز، وسليد، وستون روزس، وسميثز، وكينكس، وتي ريكس.
- من أهم أساليب أويسس بريتبوب، وروك آند رول.

## الأعمال الموسيقية
- Definitely Maybe
- What's the Story Morning Glory
- Be Here Now
- The Masterplan
- Standing on the Shoulder of Giants
- Heathen Chemistry
- Don't Believe the Truth
- Dig Out Your Soul
- Time Flies...1994-2009

## وصلات خارجية
- أويسس على موقع IMDb (الإنجليزية)
- أويسس على موقع الموسوعة البريطانية (الإنجليزية)
- أويسس على موقع ميوزك برينز (الإنجليزية)
- أويسس على موقع رولينغ ستون (الإنجليزية)
- أويسس على موقع أول ميوزيك (الإنجليزية)
- أويسس على موقع ديسكوغز (الإنجليزية)

- الموقع الرسمي
- Oasis Live (بالإيطالية)

- Liam Gallagher مغني رئيسي، الدف
- Noel Gallagher عازف قيتار، كاتب، مغني